# Gaceta del Gobierno (Grecia)

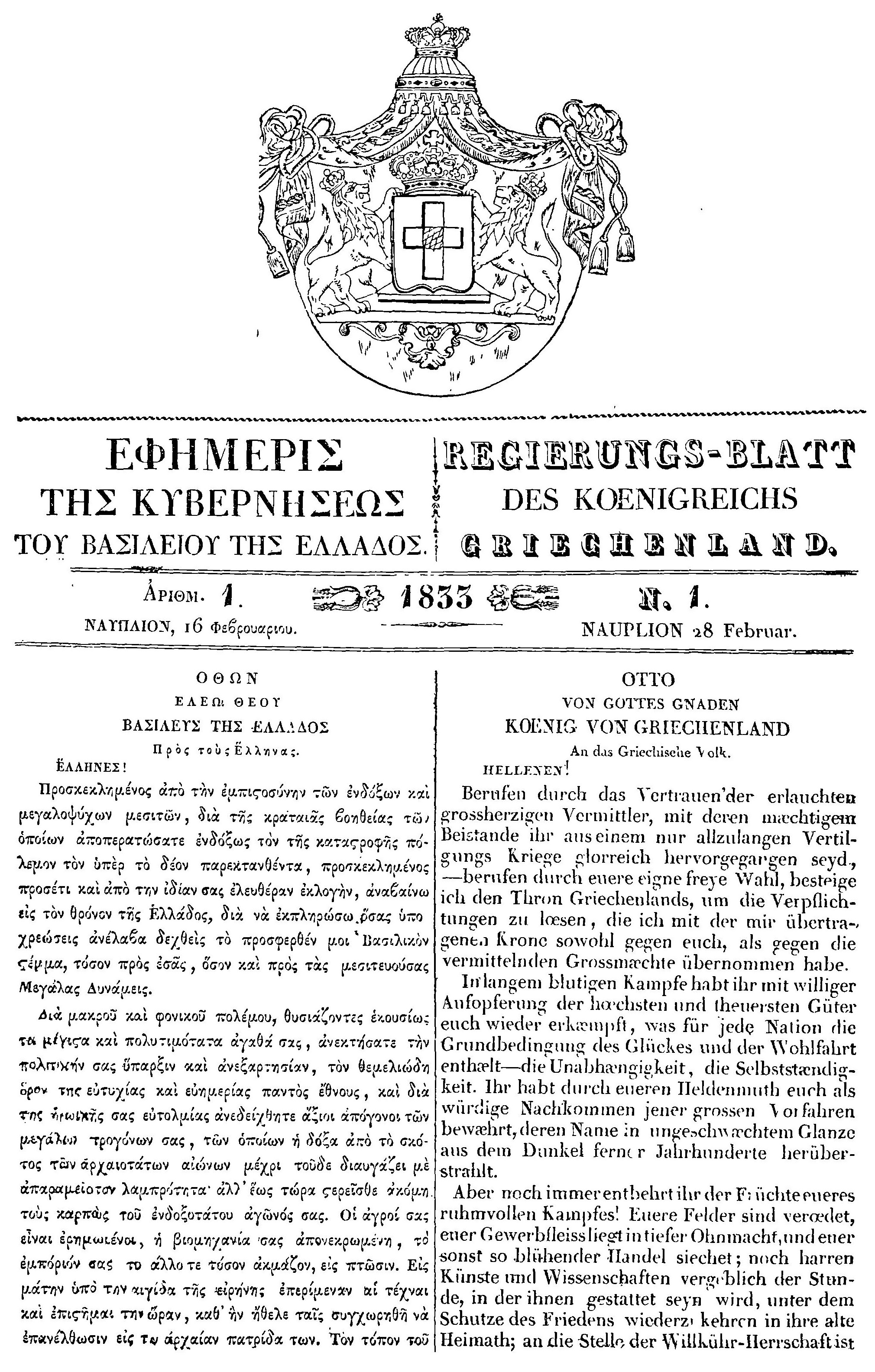
La primera página del primer número con la proclamación del rey Otón I al pueblo griego, 1833.

La Gaceta del Gobierno  (en griego: Εφημερίς της Κυβερνήσεως, Efimerís tis Kyverníseos) es el diario oficial del Gobierno de Grecia que enumera todas las leyes aprobadas en un período de tiempo establecido y que han sido ratificadas por el Gabinete y el Presidente. Se emitió por primera vez en 1833. Hasta 1835, durante la regencia en nombre del rey Otón I, la gaceta era bilingüe en griego y alemán. 
Ninguna ley es válida hasta su publicación en la Gaceta del Gobierno. También se deben publicar en este diario las constituciones, deberes y derechos de las personas jurídicas. 
La Imprenta Nacional pone a la venta los números impresos de la Gaceta del Gobierno, aunque también se pueden buscar y descargar los números digitalizados de su sitio web.
Los números de la gaceta generalmente se indican como «ΦΕΚ» (FEK), iniciales de «Φύλλο Εφημερίδος της Κυβερνήσεως» (Fyllo Efimeridos tis Kyverníseos, «Edición de la Gaceta del Gobierno»). Los números se componen de volúmenes individuales llamados «Τεύχος» (Tefjos, «Emisión») con distintos tipos de contenidos.